# 25 г. пр.н.е.
25 (двадесет и пета) година преди новата ера (пр.н.е.) е обикновена година, започваща в сряда, четвъртък или петък, или високосна година, започваща в сряда или четвъртък по юлианския календар.

## Събития

### В Римската империя
- Консули на Римската империя са Октавиан Август (за IX път) и Марк Юний Силан.
- Вратите на Храма на Янус са затворени за втори път в рамките на пет години, ознаменувайки символично настъпването на мирни за Рим времена и края на Кантабрийската война, макар и съпротивата на племената да не е напълно овладяна.[1][2]
- Август се разболява, докато е в Испания и се оттегля в Таракон, където за здравето се грижи съпругата му Ливия Друзила.[2]
- Докато е в Таракон, Август приема индийска дипломатическа делегация.[3]
- След смъртта на цар Аминта, Галатия е обявена за римска провинция.[2]
- Марк Агрипа ръководи брачната церемония на Марк Клавдий Марцел и Юлия Старата.[2]
- В Рим завършва строителството на Пантеона на Агрипа и на Нептуновата базилика.[4]

#### В провинция Лузитания
- Основана е столицата на провинцията Емерита Августа, където са заселени ветерани от 5-и и 10-и легион.[5]

### В Африка
- По волята на Август, Юба II става цар на Мавритания.[6][7]
- Юба II и Клеопатра Селена сключват брак.[7][notes 1]

## Родени
- Авъл Корнелий Целз, римски енциклопедист (умрял 50 г.)

## Починали
- Аминта, цар на Галатия
- Корнелий Непот, римски писател и историк (роден 100 г. пр.н.е.)[8]